# Nitor medioximus
Nitor medioximus är en snäckart som beskrevs av Tom Iredale 1941. Nitor medioximus ingår i släktet Nitor och familjen Helicarionidae. Inga underarter finns listade i Catalogue of Life.

## Bildgalleri

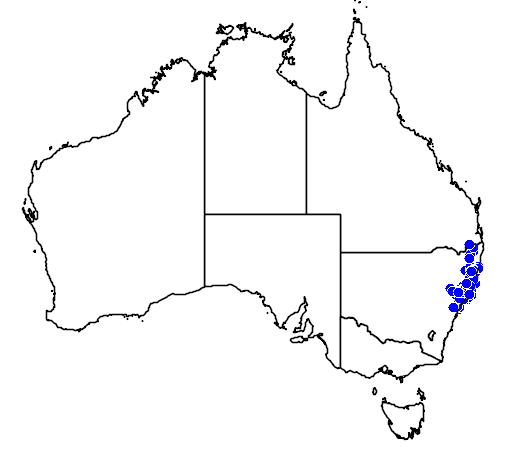